# Супор
Супор — деревня в Плюсском районе Псковской области России. Входит в состав Лядской волости.
Расположена на левом берегу реки Яни, в 55 км к северо-западу от райцентра Плюсса, в 17 км к северу от волостного центра Ляды, в 3 км к востоку от деревни Заянье.
В деревне находится деревянная часовня во имя Ильи Пророка.

## Население
Численность населения деревни на 2000 год составляла 3 человека, по переписи 2002 года — 9 человек.

## История
До 1 января 2006 года деревня входила в состав ныне упразднённой Заянской волости.